# Den sista frestelsen
Den sista frestelsen är en roman av Val McDermid, utgiven i Storbritannien år 2002. Engelska originalets titel är The Last Temptation. Johan Nilsson översatte romanen till svenska 2003. Romanen är den tredje i serien om psykologen Tony Hill och kriminalinspektören Carol Jordan.

## Handling
Carol Jordan lockas in i vad som visar sig bli ett livsfarligt uppdrag: att infiltrera en knarkkung och människosmugglares rörelse med centrum i Berlin. En anledning till att just Carol väljs för uppdraget är, utöver hennes meriter, att hon har en nästan kuslig likhet med gangsterkungens flickvän som nyligen avlidit i en trafikolycka. Samtidigt lockas Tony Hill, som försökt återuppta sin akademiska karriär, också till Berlin för att hjälpa till med vad som verkar vara en seriemördare som operera längs Europas floder och som därtill inriktat sig på psykologer. Mordet på en av Tonys tyska kollegor blir det som slutligen får honom att acceptera ett nytt uppdrag åt polisen. Carols och Tonys samtidiga närvaro i Berlin kommer att leda till händelser som djupt kommer att påverka dem.